# Artmania Festival
Das ARTmania Festival ist ein Kunstfestival in Transsilvanien in der rumänischen Stadt Hermannstadt.
Das Festival, ein Projekt von ARTmania, fand erstmals im Sommer 2006 statt und wird seitdem jeden Sommer am Großen Ring von Hermannstadt organisiert. Die Teilnehmer kommen aus rumänischen Städten sowie aus europäischen Ländern.
Das ARTmania Festival will einen interkulturellen Austausch schaffen und zählt u. a. neben dem Internationalen Theaterfestival in Sibiu und dem Transilvania International Film Festival zu den zehn bedeutendsten artistischen und kulturellen Ereignissen Rumäniens im Sommer.

## Programm

### Musik
Im Zentrum des Festivals steht Musik. Jährlich treten Rock- und Metal-Bands im Großen Ring (Piaţa Mare) während des ersten Wochenendes des Festivals auf.
Aufgetreten sind u. a. Nightwish, HIM, Opeth, Amorphis, Anathema, Lacrimosa, Kamelot, Dark Tranquillity, The Gathering, Lacuna Coil, Tarja Turunen, Sonata Arctica, Poets of the Fall, Epica, My Dying Bride, Die Toten Hosen und Within Temptation.
Das jährliche Festival in Hermannstadt wurde durch die Förderung von Gothic-Metal-Künstlern bekannt. Jedoch erstreckten sich die unterstützten Genres in den folgenden Jahren sowohl über Heavy Metal, als auch über Punk und Alternative Rock.
Die Musik repräsentiert das Leitmotiv des Festivals, gefolgt von der bildenden Kunst, insbesondere Fotografie und Malerei, woher sich der Name des Festivals herleiten lässt.

### Kulturelle Ereignisse
Das Festival umfasst neben Konzerten kulturelle Ereignisse wie  Ausstellungen der bildenden Kunst in den kulturellen Räumen von Sibiu, Museumsausstellungen, Filmvorführungen, Aufführungen klassischer Musik, Vorlesungen, Workshops und Partys in den Clubs der Innenstadt.
Das kulturelle Programm passt sich sowohl dem Publikum an, als auch der mittelalterlichen Zitadelle. Eine Partnerschaft besteht mit dem Brukenthal-Museum und dem Muzeul Civilizației Populare Tradiționale „ASTRA“ din Sibiu.

## Sponsoren
Tuborg wurde in dem artistischen Programm des Festivals durch eine TuborgSound Plattform integriert. TuborgSound unterstützt das Festival seit 2010. Dabei werden sowohl Newcomer und rumänische Bands gefördert, als auch die Plattform selbst.
Seit 2011 sponsert auch Harley-Davidson das Festival.